# Adam Świerkocz
Adam Mirosław Świerkocz alias Świerkosz (* 15. prosinec 1964 Prudník) je polský vojenský pilot a brigádní generál.

## Životopis
V letech 1983 až 1987 studoval na Důstojnické škole v Dęblinu. V roce 1987 měl již hodnost podporučíka. V letech 1995 až 1997 studoval na Akademii národní obrany ve Varšavě. Byl také absolventem akademií Bydhošť, Bracknell a Maxwell. Velel 6. letce taktického letectva, 32. letecké základně a 3. brigádě taktického letectva. 15. srpna 2007 byl jmenován brigádním generálem. Organizoval výcvik polských pilotů v provozu amerických letounů F-16 a C-130 Hercules. V roce 2008 nastoupil do zálohy.

## Vyznamenání
- Bronzový Záslužný kříž – 2002[8]
- Stříbrný Záslužný kříž – 2005[9]